# Briviesca
Briviesca é um município da Espanha na província de Burgos, comunidade autónoma de Castela e Leão, de área 81 km² com população de 7227 habitantes (2007) e densidade populacional de 89,22 hab./km².
Fundado pela infanta Branca de Portugal (1259–1321).

## Demografia
| Variação demográfica do município entre 1991 e 2004 | Variação demográfica do município entre 1991 e 2004 | Variação demográfica do município entre 1991 e 2004 | Variação demográfica do município entre 1991 e 2004 |
| --------------------------------------------------- | --------------------------------------------------- | --------------------------------------------------- | --------------------------------------------------- |
| 1991                                                | 1996                                                | 2001                                                | 2004                                                |
| 5663                                                | 6101                                                | 6271                                                | 6741                                                |